# Луїз (Манітоба)
Луїз (англ. Louise) — муніципалітет в Канаді, у провінції Манітоба.

## Населення
За даними перепису 2016 року, муніципалітет нараховував 1918 осіб, показавши скорочення на 0,7%, порівняно з 2011-м роком. Середня густина населення становила 2 осіб/км².
З офіційних мов обидвома одночасно володіли 40 жителів, тільки англійською — 1 805, а 10 — жодною з них. Усього 165 осіб вважали рідною мовою не одну з офіційних, з них 5 — одну з корінних мов, а 5 — українську.
Працездатне населення становило 57,9% усього населення, рівень безробіття — 4,8% (7,6% серед чоловіків та 2,8% серед жінок). 69,7% осіб були найманими працівниками, а 30,3% — самозайнятими.
Середній дохід на особу становив $35 159 (медіана $31 962), при цьому для чоловіків — $40 198, а для жінок $29 597 (медіани — $37 504 та $27 552 відповідно).
27,7% мешканців мали закінчену шкільну освіту, не мали закінченої шкільної освіти — 23,2%, 49,1% мали післяшкільну освіту, з яких 21,4% мали диплом бакалавра, або вищий.
| Статево-вікова структура населення | Статево-вікова структура населення | Статево-вікова структура населення | Статево-вікова структура населення | Статево-вікова структура населення |
| ---------------------------------- | ---------------------------------- | ---------------------------------- | ---------------------------------- | ---------------------------------- |
|                                    |                                    |                                    |                                    |                                    |
| Всього                             | Всього                             | 49,2%50,8%                         |                                    |                                    |
| 0 — 14 років                       | 0 — 14 років                       |                                    | 17,4%                              | 17,4%                              |
| 15 — 64 років                      | 15 — 64 років                      |                                    | 57,8%                              | 57,8%                              |
| 65 і більше                        | 65 і більше                        |                                    | 24,7%                              | 24,7%                              |
| 85 і більше                        | 85 і більше                        |                                    | 6,3%                               | 6,3%                               |
| Середній вік (років)               | Середній вік (років)               | 43,045,7                           | 44,4                               | 44,4                               |
| Медіана (років)                    | Медіана (років)                    | 45,448,8                           | 47,1                               | 47,1                               |
| — чоловіки — жінки                 |                                    |                                    |                                    |                                    |

| Походження мешканців:     | Походження мешканців:     | Походження мешканців: | Походження мешканців: | Походження мешканців: |
| ------------------------- | ------------------------- | --------------------- | --------------------- | --------------------- |
| Походження                |                           |                       | осіб                  | %                     |
| Корінні американці        | Корінні американці        |                       | 25                    | 1.47%                 |
| Інше північноамериканське | Інше північноамериканське |                       | 590                   | 34.81%                |
| Європейське               | Європейське               |                       | 1 340                 | 79.06%                |
| британське                | британське                |                       | 875                   | 51.62%                |
| французьке                | французьке                |                       | 140                   | 8.26%                 |
| українське                | українське                |                       | 105                   | 6.19%                 |
| Латинськоамериканське     | Латинськоамериканське     |                       | 50                    | 2.95%                 |
| Азійське                  | Азійське                  |                       | 10                    | 0.59%                 |

| Зайнятість населення за галузями (за класифікацією NOC): | Зайнятість населення за галузями (за класифікацією NOC): | Зайнятість населення за галузями (за класифікацією NOC): | Зайнятість населення за галузями (за класифікацією NOC): | Зайнятість населення за галузями (за класифікацією NOC): |
| -------------------------------------------------------- | -------------------------------------------------------- | -------------------------------------------------------- | -------------------------------------------------------- | -------------------------------------------------------- |
|                                                          |                                                          |                                                          |                                                          |                                                          |
| Управління                                               | Управління                                               |                                                          | 29,1%                                                    | 29,1%                                                    |
| Бізнес, фінанси та адміністрування                       | Бізнес, фінанси та адміністрування                       |                                                          | 7,9%                                                     | 7,9%                                                     |
| Природничі та прикладні науки                            | Природничі та прикладні науки                            |                                                          | 1,2%                                                     | 1,2%                                                     |
| Охорона здоров'я                                         | Охорона здоров'я                                         |                                                          | 7,3%                                                     | 7,3%                                                     |
| Освіта, правозахист, муніципальні та урядові служби      | Освіта, правозахист, муніципальні та урядові служби      |                                                          | 8,5%                                                     | 8,5%                                                     |
| Роздрібна торгівля та послуги                            | Роздрібна торгівля та послуги                            |                                                          | 20,6%                                                    | 20,6%                                                    |
| Гуртова торгівля, транспорт та обладнання                | Гуртова торгівля, транспорт та обладнання                |                                                          | 18,8%                                                    | 18,8%                                                    |
| Природні ресурси, сільське господарство                  | Природні ресурси, сільське господарство                  |                                                          | 6,7%                                                     | 6,7%                                                     |
| Виробництво                                              | Виробництво                                              |                                                          | 1,2%                                                     | 1,2%                                                     |

## Клімат
Середня річна температура становить 2,4°C, середня максимальна – 23,2°C, а середня мінімальна – -23,7°C. Середня річна кількість опадів – 508 мм.
| Клімат поселення                              | Клімат поселення | Клімат поселення | Клімат поселення | Клімат поселення | Клімат поселення | Клімат поселення | Клімат поселення | Клімат поселення | Клімат поселення | Клімат поселення | Клімат поселення | Клімат поселення | Клімат поселення |
| Показник                                      | Січ.             | Лют.             | Бер.             | Квіт.            | Трав.            | Черв.            | Лип.             | Серп.            | Вер.             | Жовт.            | Лист.            | Груд.            |                  |
| Середній максимум, °C                         | −10,59           | −6,98            | −0,21            | 9,70             | 17,90            | 23,15            | 23,10            | 22,50            | 17,29            | 10,20            | 0,07             | −8,92            |                  |
| Середня температура, °C                       | −17,2            | −13,55           | −6,8             | 3,11             | 11,30            | 16,58            | 18,31            | 17,70            | 12,49            | 5,40             | −4,7             | −13,7            |                  |
| Середній мінімум, °C                          | −23,72           | −20,13           | −13,38           | −3,46            | 4,72             | 9,99             | 13,50            | 12,90            | 7,68             | 0,60             | −9,5             | −18,52           |                  |
| Норма опадів, мм                              | 21               | 18               | 23               | 30               | 64               | 85               | 76               | 67               | 50               | 31               | 21               | 22               |                  |
| Середньомісячна швидкість вітру, м/с          | 4.54             | 4.50             | 4.60             | 4.80             | 4.90             | 4.30             | 3.70             | 3.80             | 4.30             | 4.68             | 4.60             | 4.52             |                  |
| Середньомісячна сонячна радіація, кДж/м²·день | 4269             | 7644             | 12577            | 17101            | 19837            | 21161            | 21972            | 18691            | 13069            | 7936             | 4437             | 3302             |                  |
| --------------------------------------------- | ---------------- | ---------------- | ---------------- | ---------------- | ---------------- | ---------------- | ---------------- | ---------------- | ---------------- | ---------------- | ---------------- | ---------------- | ---------------- |
| Джерело:                                      |                  |                  |                  |                  |                  |                  |                  |                  |                  |                  |                  |                  |                  |